# Mynydd Llangynidr
Mynydd Llangynidr är ett berg i Storbritannien.   Det ligger i kommunen Powys och riksdelen Wales, i den södra delen av landet, 220 km väster om huvudstaden London. Toppen på Mynydd Llangynidr är 615 meter över havet, eller 245 meter över den omgivande terrängen. Bredden vid basen är 5,9 km.
Terrängen runt Mynydd Llangynidr är huvudsakligen lite kuperad. Runt Mynydd Llangynidr är det tätbefolkat, med 613 invånare per kvadratkilometer. Närmaste större samhälle är Rhondda, 19,2 km söder om Mynydd Llangynidr. Trakten runt Mynydd Llangynidr består i huvudsak av gräsmarker.